# Филип фон Бьозелагер
Филип фон Бьозелагер (на немски: Philipp von Boeselager) е бивш германски майор от Вермахта, участвал в опита за убийство на фюрера Адолф Хитлер от 20 юли 1944 г.
Последният от оцелелите заговорници. Той е адютант на фелдмаршал Гюнтер фон Клуге и участва директно в опитите да организира получаването на взривните вещества.

## Ранен живот
Филип фон Бьозелагер е роден в Бург Хаймерцхайм близо до Бон. Той е петият и вторият оцелял син от деветте деца на Алберт Доминик Хиацинт Антониус Йоханес Хубертус Витус Джоузеф Мария Фрайер фон Бьозелагер (Бон 15.6.1883 г. – Хеймерцхайм 20.5.1956 г.), и съпругата му Мария-Терезия Фердинанд Антони Алония Фрейн фон Салис-Согли (1890-1968).

## Заговор от 20 юли
Когато Бьозелагер е 25-годишен лейтенант, той е част от операция Валкирия, която е план, разработен, за да поеме контрола над Нацистка Германия, след като Хитлер бъде убит. Ролята на Бьозелагер в плана е да разпореди на войниците си (които не са знаели за заговора) да напуснат фронтовите линии в Източна Европа и да се оттеглят на запад, за да бъдат вдигнати в Берлин, където да завладеят важни части на града в държавен преврат след смъртта на Хитлер.
Становището на Бьозелагер се противопоставя на нацисткото правителство през юни 1942 г., след като получава новини, че пет цигани са застреляни само поради етническата им принадлежност. Заедно със своя командващ офицер фелдмаршал Гюнтер фон Клуге, той се присъединява към заговора от 20 юли.
Когато бомбата не успява да убие Фюрера, Бьозелагер е информиран своевременно, за да върне кавалерията си на фронта, преди да се надигнат неоснователни подозрения. Поради своевременните действия на Бьозелагер, участието му в операцията не е разкрито и той не е екзекутиран заедно с мнозинството от другите конспиратори. Братът на Филип е също участник в заговора и също така остава незабелязан; той обаче е убит в битка на Източния фронт.
Малко преди края на войната, Бьозелагер казва на генерал Вилхелм Бургдорф: "Когато войната свърши, ще трябва да прочистим след евреите, католическите офицери в армията."

## Следвоенен живот
След войната участието на Бьозелагер в неуспешния опит за атентат срещу Хитлер става известно и той е смятан за герой от мнозина в Германия и Франция, като получава най-високите военни отличия, които двете страни биха могли да дадат. Учи икономика и става експерт по горско стопанство. Бьозелагер все още има кошмари за заговора и приятелите, които губи във войната, и призовава младите хора да се включат по-активно в политиката, тъй като чувства апатия и политическа неопитност на германските маси, което са две от ключовите обстоятелства Хитлер да дойде на власт.
До смъртта му на 1 май 2008 г. той все още притежава пистолета „Валтер ПП“, който му е даден за да застреля Хитлер.
На 18 април 2008 г., само две седмици преди смъртта си, Филип фон Бьозелагер дава последното си интервю. То е за документалния филм "The Valkyrie Legacy". През пролетта на 2009 г. то е излъчено по The History Channel, за да съвпадне с премиерата на филма "Операция Валкирия", с участието на Том Круз и режисиран от Брайън Сингър.
Евалд-Хайнрих фон Клайст-Шменцин е последният оцелял от заговора от 20 юли до смъртта си на 8 март 2013 г.